# اچ‌ام‌اس لندریل (۱۸۰۶)
اچ‌ام‌اس لندریل (۱۸۰۶) (به انگلیسی: HMS Landrail (1806)) یک کشتی بود که طول آن ۵۶ فوت ۳ ۱⁄۲ اینچ (۱۷٫۲ متر) بود. این کشتی در سال ۱۸۰۶ ساخته شد.